# Nada Como el Sol
 (avril 2022).
Si vous disposez d'ouvrages ou d'articles de référence ou si vous connaissez des sites web de qualité traitant du thème abordé ici, merci de compléter l'article en donnant les références utiles à sa vérifiabilité et en les liant à la section « Notes et références ».
Albums de Sting
…Nothing Like the Sun
(1987) The Soul Cages
(1991)
Nada Como el Sol est un maxi de Sting, contenant cinq chansons de l'album …Nothing Like the Sun chantées en espagnol et en portugais et publié en 1988. Il contient donc quatre versions chantées en espagnol des chansons Little Wing de Jimi Hendrix intitulée ici Mariposa Libre, We'll Be Together dont le titre devient Si estamos juntos, They Dance Alone se traduit par Ellas danzan solas (Cueca solas) et finalement Fragile réintitulée Fragilidad, cette même pièce interprétée aussi en portugais devient Frágil. Les mêmes musiciens que sur les versions originales en anglais se retrouvent sur ce maxi de Sting. 

## Liste des titres
Tous les titres sont de Sting sauf mention contraire. 
1. Mariposa libre (Jimi Hendrix, Roberto Livi) – 4:54
2. Frágil – 3:50
3. Si estamos juntos – 4:16
4. Ellas danzan solas (Cueca solas) – 7:17
5. Fragilidad – 3:52